# 白元根
白元根（1934年11月—），朝鲜族，原中国科学院微电子研究所一室业务主任、航天部骊山微电子公司研究室主任、副总工程师，陕西省电子工业厅总工程师，国务院政府特殊津贴专家。
白元根1958年毕业于东北人民大学（今吉林大学）物理系，1961年主持开发出中国首块集成电路，1962年研制出中国首块硅外延片，1965年攻克硅集成电路介质隔离工艺，1975年研发出中国大陆首个BIMOS高速集成电路，1981研制出中国大陆首个彩色电视芯片。白元根同时也是中华人民共和国首个科技产业园“西安电子城”的发起人和设计师。

## 早年
1934年11月，白元根出生于朝鮮平安北道龙川郡，4岁时随家人迁居黑龍江省珠河县。1951年，他初中毕业后进入牡丹江朝鲜族中学高中部学习，1954年8月考入东北人民大学（今吉林大学）物理系，是该校物理系创始人余瑞璜、朱光亚、芶清泉的学生。1958年8月，白元根从东北人民大学毕业后被分配到中国科学院物理研究所，在陈能宽、钱临照的团队从事科研工作:263。

## 中国首块集成电路

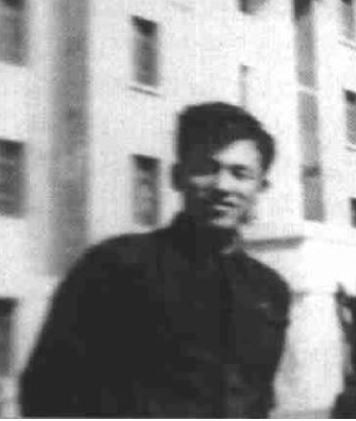
白元根（1961年）

1961年初，中国科学院向物理研究所固体电子学研究所和计算机半导体室下达了联合攻克集成电路的研发课题，并成立了由20余名青年技术人员组成的“0515”微型电路研究组。工作表现一直出色的白元根被选为课题组组长，主持该课题。吴锡九、黄敞任技术指导。经过近一年的不懈努力，白元根带领科研组克服各种困难以及病痛在1961年年末成功研发出中国首块锗集成电路，与美国人傑克·基爾比在1958年发明世界首块锗集成电路“锗振荡器”仅晚3年。:9-10
1962年初，白元根又与黄敞合作，带领团队开始研发硅集成电路。他带着中科院半导体专家林兰英提供的三块硅片在成都西南无线电器材厂反复实验，大胆尝试，最终于1962年8月成功研制出中国首块硅外延片，解决了硅集成电路开发最关键的硅外延技术:263。不过，当他返回北京后，中科院却决定停止集成电路的项目，转而让他进行隧道二极管的研发。但他并没放弃集成电路，在研发隧道二极管的同时，继续从事硅集成电路的研究，最终于1965年5月攻克硅集成电路另一关键技术——介质隔离工艺。

## 文化大革命
1965年8月，中国科学院物理研究所、计算机研究所、电子研究所等6个单位7个研究室合并成立中国科学院微电子研究所，承担中央军事委员会下达的研发中国首台宇航计算机（火箭控制系统计算机）的“156工程”任务。白元根被任命为第一研究室业务主任，参与计算机微小型化的研究。经过整个团队的不懈努力，“156工程”组在1966年国庆节前夕研制出宇航计算机样机，后成为长征一号运载火箭的控制计算机，并将中国第一颗人造卫星东方红一号成功送入太空。:263
与此同时，文化大革命也开始席卷中国大陆。1967年末，白元根在上海全国半导体会议上发表了重要论文。1968年2月，他被造反派逮捕关进隔离室，扣上“反革命分子”、“朝鲜特务”的帽子，取消党籍。次年，中国科学院微电子学研究所根据毛泽东的要求，西迁至陕西临潼县骊山脚下。1970年8月，白元根被押送到微电子学研究所办的咸阳渭河滩农场接受劳动改造，从事生产黄土砖和养猪的工作，直至1973年4月才重返科研工作岗位。重返工作岗位后，研究所的领导称研究所没能解决硅外延的问题，希望他能负责这方面的工作，并称他是“人民工程师”。白元根仅用三天时间就完成了任务:263-264:237-238。1975年，他又攻克相容工艺技术，成功研发出国内首个BIMOS高速集成电路，后获国防科委科技成果三等奖:347。1978年，他被彻底平反，恢复了党籍和中科院物理研究所研究室主任的职务，后任骊山微电子公司研究室主任、副总工程师:264:238。

## 中国大陆首个彩电芯片
1980年代初，日本彩电潮涌中国市场。当时，生产彩电所需的集成电路世界上仅有几家公司可以生产。由于文化大革命以及高科技人才西迁三线，中国原本与世界差距不大的集成电路技术被远远抛在后面。为扭转彩电被国外生产商垄断的局面，时任中华人民共和国航天工业部部长郑天翔在1981年初指示骊山微电子公司研发国产彩电集成电路。经讨论决定，该科研项目最终由白元根负责主持。研究组由40余名科技工作者组成。经过刻苦攻关，白元根领导的科研团队最终攻克双层金属布线等关键技术，在1981年11月16日成功研制出国内首个彩色电视芯片（LD4193），性能达到国际先进水平，从而使中国彩电产业进入可以与国外生产商竞争的时代。:264-265

## 西安电子城

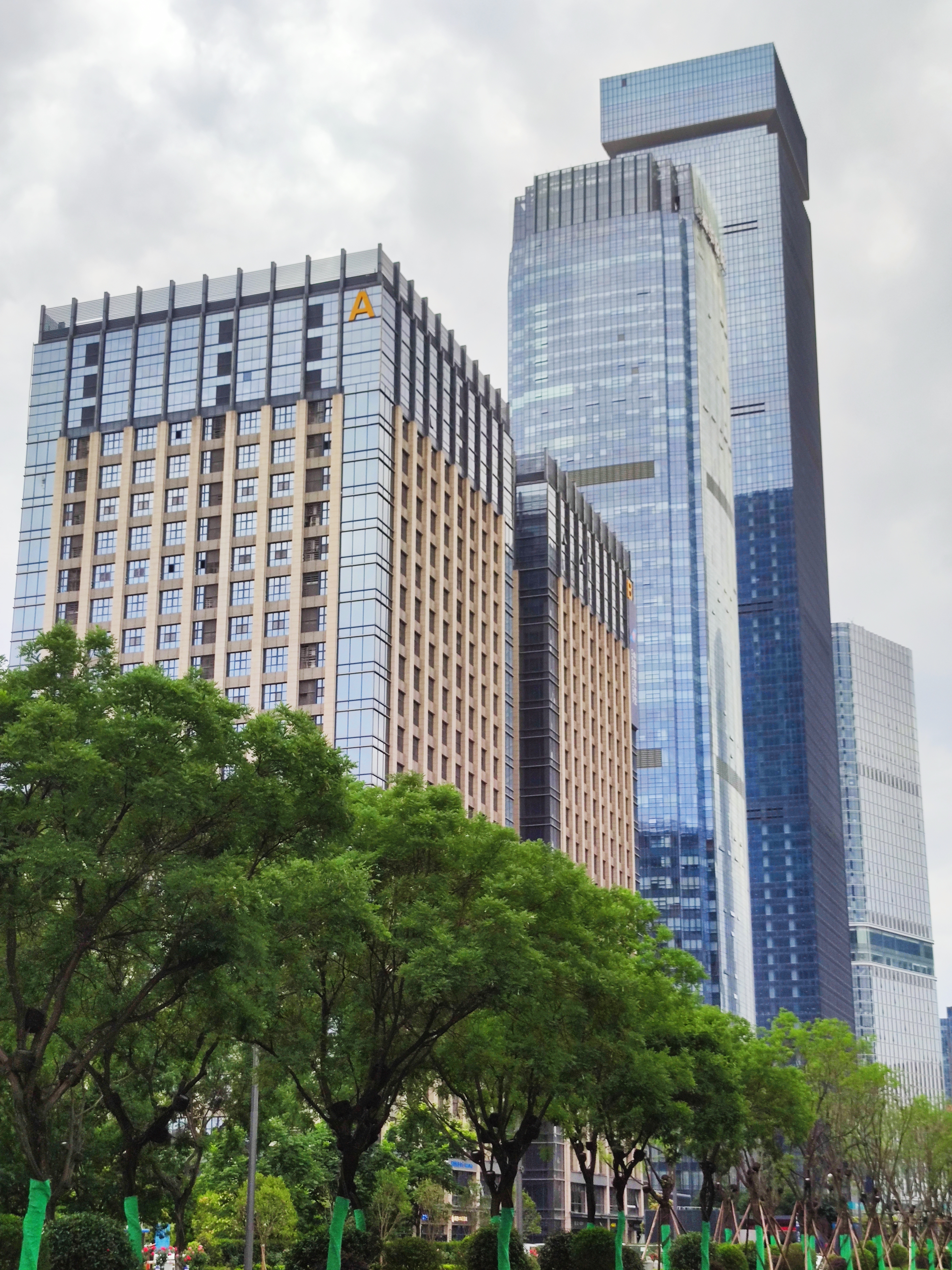
西安高新技术产业开发区

1979年至1983年间，白元根曾三次出国考察国外电子信息产业的发展情况。1983年8月，他随陕西省访日代表团结束访问后，借鉴日本筑波科学城和美国硅谷的经验，向陕西省领导提出在西安建设硅谷式科学工业园——“西安电子城”的构想。陕西省委书记马文瑞对他非常支持，与西安市长沟通对此事进行特别安排。1984年1月，白元根被任命为陕西省电子工业厅总工程师，全面开展“西安电子城”的规划与建设。1986年6月30日，中国大陆首个科技产业园在西安城墙西南举行了隆重的奠基仪式。1989年，江泽民来西安考察时对西安电子城给予了高度评价:264-265。1991年国务院批准成立西安高新技术产业开发区时，西安电子城被纳为开发区重要组成部分，并享受开发区优惠政策:641:349:348。同年，白元根被国务院批准享受国务院政府特殊津贴。